# Hyloscirtus jahni
Hyloscirtus jahni är en groddjursart som först beskrevs av Juan A. Rivero 1961.  Hyloscirtus jahni ingår i släktet Hyloscirtus och familjen lövgrodor. IUCN kategoriserar arten globalt som nära hotad. Inga underarter finns listade i Catalogue of Life.